# Liste der Bodendenkmäler in Langenmosen
Auf dieser Seite sind die Bodendenkmäler in der oberbayerischen Gemeinde Langenmosen zusammengestellt. Diese Tabelle ist eine Teilliste der Liste der Bodendenkmäler in Bayern. Grundlage ist die Bayerische Denkmalliste, die auf Basis des Bayerischen Denkmalschutzgesetzes vom 1. Oktober 1973 erstmals erstellt wurde und seither durch das Bayerische Landesamt für Denkmalpflege geführt wird. Die folgenden Angaben ersetzen nicht die rechtsverbindliche Auskunft der Denkmalschutzbehörde.

## Bodendenkmäler der Gemeinde Langenmosen

### Bodendenkmäler in der Gemarkung Berg im Gau
| Lage                   | Objekt                                                            | Akten-Nr.     | Bild |
| ---------------------- | ----------------------------------------------------------------- | ------------- | ---- |
| Berg im Gau (Standort) | Viereckiges Grabenwerk vor- und frühgeschichtlicher Zeitstellung. | D-1-7333-0101 |      |

### Bodendenkmäler in der Gemarkung Hagenauer Forst
| Lage                       | Objekt                                     | Akten-Nr.     | Bild |
| -------------------------- | ------------------------------------------ | ------------- | ---- |
| Hagenauer Forst (Standort) | Grabhügel vorgeschichtlicher Zeitstellung. | D-1-7433-0092 |      |

### Bodendenkmäler in der Gemarkung Langenmosen
| Lage                   | Objekt | Akten-Nr.     | Bild |
| ---------------------- | --- | ------------- | ---- |
| Langenmosen (Standort) | Frühmittelalterliches Reihengräberfeld.                                                                                         | D-1-7333-0057 |      |
| Langenmosen (Standort) | Frühmittelalterliches Reihengräberfeld.                                                                                         | D-1-7333-0087 |      |
| Langenmosen (Standort) | Siedlungen des Mesolithikums, der Bronzezeit und der römischen Kaiserzeit sowie des frühen Mittelalters.                        | D-1-7333-0088 |      |
| Langenmosen (Standort) | Mittelalterliche und frühneuzeitliche Befunde im Bereich der Katholischen Pfarrkirche St. Andreas.                              | D-1-7333-0089 |      |
| Langenmosen (Standort) | Frühmittelalterliches Reihengräberfeld.                                                                                         | D-1-7333-0091 |      |
| Langenmosen (Standort) | Siedlung vor- und frühgeschichtlicher Zeitstellung.                                                                             | D-1-7433-0120 |      |
| Langenmosen (Standort) | Untertägige mittelalterliche und frühneuzeitliche Siedlungsteile im Bereich der abgegangenen mittelalterlichen Ansiedlung ;aba. | D-1-7433-0121 |      |
| Langenmosen (Standort) | Erdwerk vor- und frühgeschichtlicher Zeitstellung.                                                                              | D-1-7433-0123 |      |

### Bodendenkmäler in der Gemarkung Malzhausen
| Lage                  | Objekt                                                                        | Akten-Nr.     | Bild |
| --------------------- | ----------------------------------------------------------------------------- | ------------- | ---- |
| Malzhausen (Standort) | Mesolithische Station. Siedlungen des Neolithikums und der frühen Bronzezeit. | D-1-7333-0055 |      |
| Malzhausen (Standort) | Siedlung vor- und frühgeschichtlicher Zeitstellung.                           | D-1-7433-0122 |      |